# La fiancée
La fiancée è un'opéra-comique in tre atti di Daniel Auber, su libretto di Eugène Scribe, rappresentata per la prima volta a Parigi nel 1829. In repertorio nel periodo 1829-1858, ebbe 273 rappresentazioni.

## Trama
La vicenda si svolge a Vienna, immediatamente dopo la fine delle guerre napoleoniche.
Atto I. Il tappezziere Fritz è fidanzato con Henriette, una lavorante nell'atelier di Madame Charlotte. Viene ordinato a Fritz, in qualità di sergente della Landsturm, ossia la milizia territoriale, di svolgere un servizio di guardia la notte prima del giorno nuziale. Prima di recarsi a svolgere il servizio, Fritz va a salutare Henriette e assiste così all'arrivo di un giovane colonnello dei carabinieri di ritorno dalla Russia il quale saluta con effusione Henriette. La giovane spiega a Fritz che il colonnello è Frédéric de Lowenstein; il padre di Henriette aveva salvato la vita al vecchio conte di Lowenstein, era stato assunto al castello come giardiniere e considerato alla stregua di un familiare; Fréedéric è per Henriette come un fratello. Henriette rivela inoltre a Fritz che Frédéric era fidanzato con Mademoiselle de Rhetal; ma dopo la partenza del giovane conte per la campagna di Russia, Mademoiselle de Rhetal era andata sposa al barone di Saldorf, il ciambellano. Dopo la partenza di Fritz per il turno di guardia, il  barone di Saldor invita Henriette nel suo palazzo perché faccia compagnia alla baronessa. Fritz, di guardia davanti al palazzo del ciambellano, vede qualcuno che tenta di entrare nel palazzo attraverso una finestra e dà l'allarme. Si tratta in realtà di Frédéric il quale viene arrestato, ma liberato subito dopo per ordine di Saldorf.
Atto II. Fritz ascolta di nascosto Saldorf dare qualche paterno consiglio sul matrimonio a Henriette. Sente però Saldorf dire a Henriette che in realtà lei ama Fréedéric. Poco dopo Fritz ascolta anche una conversazione fra Saldorf e Fréedéric. Il ciambellano chiede al giovane conte in quale appartamento voleva introdursi. Fréedéric, che non desidera compromettere la baronessa, indica a caso una finestra. In realtà la finestra indicata appartiene alla stanza assegnata a Henriette. Fritz, che ha ascoltato tutto, entra e, fra la costernazione generale, dichiara di non voler più unirsi in matrimonio con Henriette.
Atto III. Fritz va al negozio di Madame Charlotte e narra le vicende della scorsa notte e della rottura del fidanzamento con Henriette. Madame Charlotte tenta di consolare Fritz e costui sente di provare affetto per Madame Charlotte. Giunge Henriette la quale dice a Fritz di essere innocente, ma di non poter spiegare più approfonditamente la causa del malinteso. Fritz risponde di non aver più fiducia in lei, ed esce. Giunge quindi Fréedéric il quale è disperato per aver compromesso Henriette. Giungono infine il barone Saldorf in compagnia di Fritz. Il barone è furioso perché ha compreso che Fréedéric voleva incontrare la baronessa sua moglie; ma viene subito calmato. Si preparano doppie nozze: Fréedéric con Henriette e Fritz con Madame Charlotte.

## Prima
La prima rappresentazione ebbe luogo il 10 gennaio 1829 al Théâtre national de l'Opéra-Comique, la Salle Feydeau di Parigi. Ne furono interpreti (:
- M. Tilly (M. de Saldorf)
- M. Lemonnier (Fréderic de Lowenstein)
- M.me Lemonnier (Madame Charlotte)
- M.le Pradher (Henriette)
- M. Chollet (Fritz)
- M.lle Mariette (Mina)

## Libretto
Il libretto di Scribe era tratto dal romanzo Daniel le lapidaire ou Les contes de l'atelier di Michel Raymond, pseudonimo del trio Michel Masson, Léon Gozlan e Raymond Bruckner.